# Helvetier-Einöde
Der Begriff Helvetier-Einöde (auch Helvetiereinöde) ist ein Erklärungsansatz für das weitgehende Fehlen von Funden der Spätlatènezeit im rechtsrheinischen Südwestdeutschland bei der Ankunft der Römer um die Mitte des 1. Jahrhunderts v. Chr. Grundlage ist neben einer allgemeinen Fundleere die Erwähnung von Gebieten, die von den Helvetiern verlassen wurden, durch den antiken Geographen Claudius Ptolemäus.

## Quellen

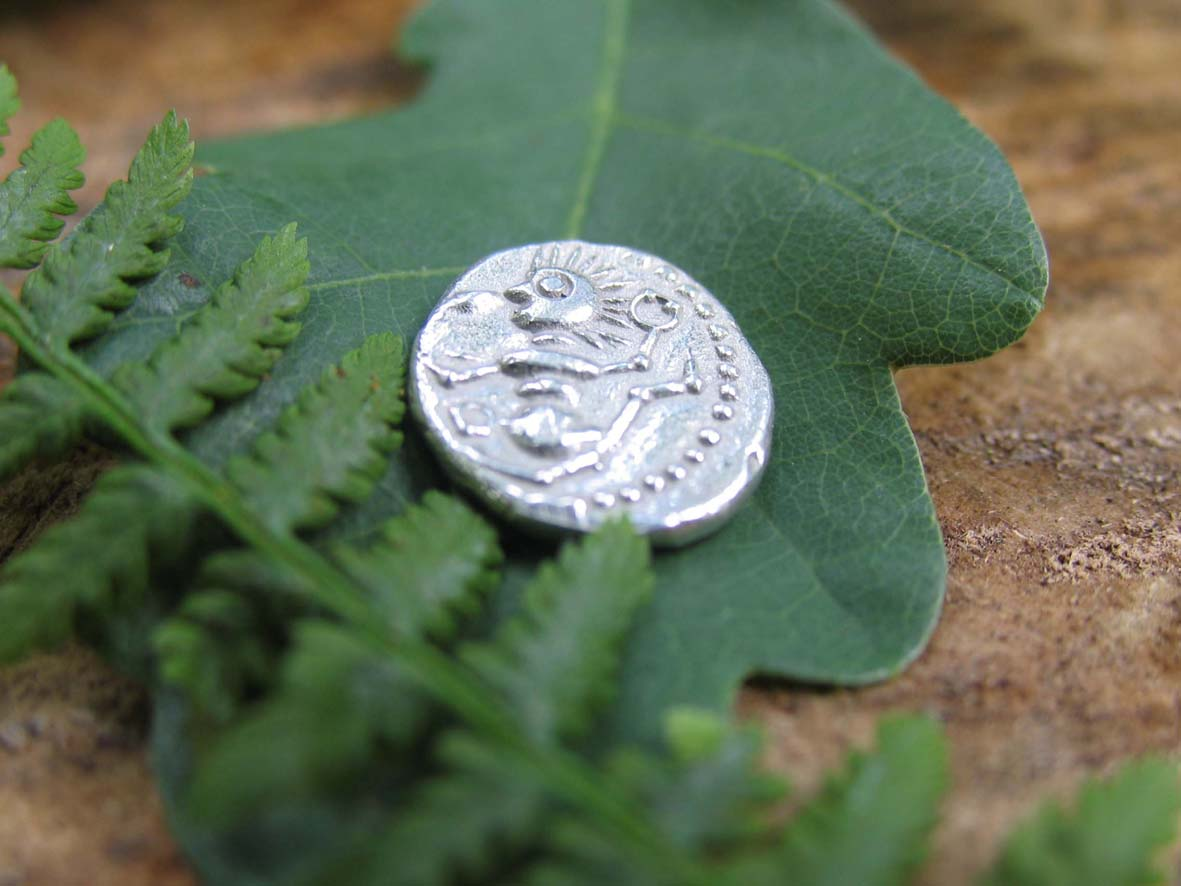
Münze vom Typ „Tanzendes Männlein“

Wanderung der Kimbern und Teutonen

## Archäologische Hinweise
Archäologische Funde können das unklare Bild, das die Schriftquellen bieten, nur teilweise erhellen. Die Zahl der Funde und Fundstellen nimmt in Südwestdeutschland ab dem 3. Jahrhundert v. Chr. deutlich ab. Dies scheint die schriftlichen Quellen auf den ersten Blick zu bestätigen. Das wenig einheitliche Bild, das sich aus den Bodenfunden ergibt, hat vornehmlich dazu geführt, die Quellenbasis kritisch zu hinterfragen.

### Bestattungen
Eine wesentliche Schwierigkeit zur Datierung spätlatènezeitlicher Gräber entsteht durch die Änderung der Bestattungssitten. Nachdem bereits in der frühen Latènezeit Grabhügel zu Gunsten von Flachgräbern aufgegeben wurden, ändert sich die Form im Laufe des 3. Jahrhunderts v. Chr. von der Körper- zur Brandbestattung. Der Leichenbrand wird vorwiegend in Urnen, oft aber auch in Behältnissen aus organischem Material geborgen. In Südwestdeutschland und weiten Teilen der Schweiz endet parallel dazu die Sitte, den Toten Waffen, Trachtbestandteile aus Metall und Schmuck auf den Scheiterhaufen zu geben. Die Gräber werden somit zunehmend schwerer nachzuweisen und zu datieren.
Lange Zeit Gemeingut in der Forschung war der Versuch, Ethnien anhand dieser Bestattungssitten zu identifizieren, wobei man Körpergräber meist als keltisch, Brandbestattungen als germanisch ansah. Der Ansatz geht zurück auf Gustaf Kossinna und wurde erst seit den 1960er Jahren allmählich abgelöst.

### Siedlungswesen
Gegen eine Siedlungsleere sprechen neben den Grabfunden besonders die spätkeltischen Oppida, von denen einige sehr große Dimensionen erreichen. Deren Größe und die Konzentrationen von Handwerk und Gewerbe legen wenigstens für kurze Zeiten die Anwesenheit einer zahlreichen Bevölkerung nahe. Weniger bekannt sind kleinere Siedlungen im Flachland, auf deren Vorhandensein oft kleinere Nekropolen hindeuten, während die Gräberfelder der großen oppida ebenfalls meist unbekannt sind.
Obwohl deren Zweck nicht endgültig geklärt ist, weist die große Zahl von Viereckschanzen in Süddeutschland auf eine gewisse Bevölkerungsdichte hin, die diese Anlagen als Gutshof, Heiligtum oder Zentralort nutzten. Nicht wenige dieser Anlagen weisen ausschließlich Funde aus der Spätlatènezeit auf.

Germanien um 50 n. Chr.

### Forschungsgeschichte
Die Trennung zwischen keltischen und germanischen Funden nach Kossinna war seit dem Beginn des 20. Jahrhunderts lange Zeit prägend. Sie verhinderte präzisere Schlüsse zur Besiedlung des Oberrheingebietes und den Vorgängen in der Grenzzone des Römischen Reiches. Rafael von Uslar wollte 1951 keine Funde südlich des Mains als germanisch ansehen. Demgegenüber stand eine zunehmende Zahl neckarsuebischer Funde aus dem Gebiet um Ladenburg (Lopodunum) und weiterer germanischer Funde in Starkenburg. Durch Gräber bei Groß-Gerau (Schindkaute/Sandschließ) und Nauheim (Seichböhl) konnte eine kleinere Germanengruppe im Vorfeld des römischen Legionsstandortes Mainz (Mogontiacum) identifiziert werden. Grabbeigaben weisen auf Beziehungen ins Niederelbegebiet oder nach Jütland. Römische Gegenstände im Fundmaterial deuten darauf hin, dass diese Gruppe gezielt zum militärischen Schutz der Grenze hier angesiedelt wurde.
In der Frage nach einer keltischen Bevölkerung herrschen seit den frühen 1980er Jahren zwei Ansichten vor. Rainer Christlein und C. Sebastian Sommer gehen von einer weitgehenden Bevölkerungsleere aus. Siegmar von Schnurbein, Hansjörg Küster und Günther Wieland halten einen mangelnden Forschungsstand vor allem im Alpenvorland für ursächlich und versuchen, einen Verbleib von Bevölkerung nachzuweisen.